# Bibliomed Medizinische Verlagsgesellschaft
Die Bibliomed Medizinische Verlagsgesellschaft mbH ist ein Fachverlag für Zeitschriften für Pflege und Gesundheitsmanagement mit Sitz in Melsungen. Alleiniger Eigentümer ist der Pharma- und Medizintechnikkonzern B.Braun Melsungen SE. Der Geschäftsführer ist Janosch Herzig.   

## Geschichte
1962 wurde die Zeitschrift Die Schwester, damals noch als Kundenmagazin, erstmals herausgegeben. In den folgenden drei Jahren stiegen die Nachfrage und die Zeitschrift wurde zur Fachzeitschrift im Abonnementvertrieb. 1975 wurde die Zeitschrift in Die Schwester Der Pfleger umbenannt. Bis 1977 wurde die Zeitschrift von der Stiftung B. Braun herausgegeben, bis im selben Jahr die Bibliomed Medizinische Verlagsgesellschaft mbH als unabhängiger Fachverlag gegründet wurde. 1984 wurde erstmals die Fachzeitschrift f&w führen und wirtschaften im Krankenhaus herausgegeben.
Seit 2002 veranstaltet Bibliomed das Nationale DRG-Forum in Berlin, das jedes Frühjahr über tausend Teilnehmer erfährt und als Deutschlands größter Branchentreff für Klinikmanager gilt. Daneben ist der Verlag Service-Agentur für den Deutschen Fachpflegekongress/Deutscher OP-Tag. 2010 startete das von Bibliomed geführte Onlineportal für beruflich Pflegende Station24, 2014 folgte mit BibliomedManager ein Onlineportal für Manager und Entscheidungsträgern in Krankenhäusern und der allgemeinen Gesundheitsbranche. Im Jahr 2017 wurde im Zuge eines Relaunches das Pflegeportal in BibliomedPflege umbenannt.

## Veröffentlichungen
Wichtige Veröffentlichungen aus dem Bibliomed Verlag:
- 1962–1975 Die Schwester; seit 1975 als Die Schwester Der Pfleger
- seit 1984 f&w führen und wirtschaften im Krankenhaus
- PKR Pflege- & Krankenhausrecht
- PflegenIntensiv
- nahdran
- kontinenz aktuell
- seit 2008 GesundheitsWirtschaft – Fachzeitschrift für das Management im Gesundheitsbereich